# إدوين أبتون كورتيس
إدوين أبتون كورتيس هو سياسي أمريكي، ولد في 26 مايو 1861 في Roxbury, Boston ‏ في الولايات المتحدة، وتوفي في 28 مارس 1922 في بوسطن في الولايات المتحدة. نشط حزبياً في الحزب الجمهوري. وقد انتخب عمدة بوسطن ‏.